# Witten (leger)

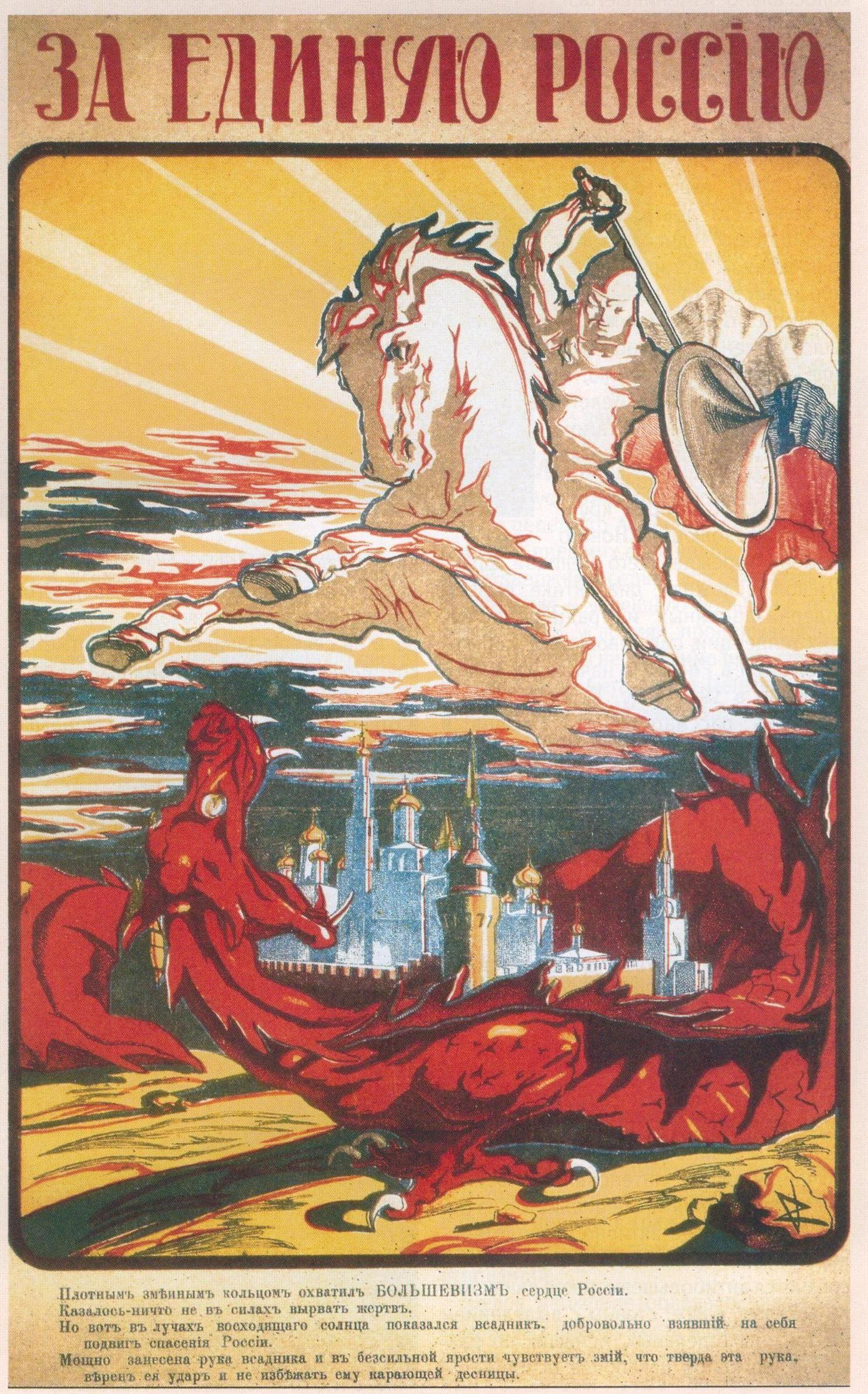
"Witte zaak" (plakkaat uit 1919)

De Witten of het Witte Leger (Russisch: Белая Армия, Belaya Armija) was een van de strijdende partijen tijdens de Russische Burgeroorlog, die uitbrak na de Oktoberrevolutie in 1917. De Witten, die tegen het bolsjewisme waren, bestonden onder meer uit mensjewieken, vroegere grootgrondbezitters, de vroegere legertop, de Russische adel, maar ook uit buitenlandse troepen. Bekende commandanten van de Witten waren admiraal Aleksandr Koltsjak, die vanuit het Oosten oprukte tegen de Roden, en de generaals Michail Aleksejev, Anton Denikin en Pjotr Wrangel, die vanuit het Zuiden oprukten. Verder vochten er Witten onder Nikolaj Joedenitsj aan het Westelijk front en onder Jevgeni Miller aan het Noordelijk front.
Na een bloedige strijd van drie jaar verloren de Witten in 1921 van het Rode Leger onder leiding van Trotski. De nederlaag hadden de Witten mede te wijten aan de grote interne verdeeldheid. De verschillende generaals - van zowel de Russische als buitenlandse troepen - werkten langs elkaar heen.
Veel Witte officieren vluchtten naar het buitenland: West-Europa en ook China. Een deel van de kleine Russische minderheid in China bestaat uit hun nazaten. Sommige Witte Russen organiseerden zich in anti-communistische verzetsbewegingen in ballingschap, maar anderen gingen mettertijd in hun nieuwe vaderland op. Anderen herzagen hun standpunten en organiseerden pro-Sovjet organisaties. Veel voormalige Witte regimenten werden huursoldaten die voor de meestbiedende vochten; zo hebben Witte huurlingen koning Zog I van Albanië opnieuw aan de macht geholpen toen hij door Fan Noli was verdreven, en hebben Witte regimenten ook aan de zijde van hun voormalige tegenstanders van het Rode Leger gevochten in confrontaties tussen de Sovjet-Unie tijdens het interbellum. Ook vochten sommige Witten op individuele basis voor de Nationalisten in de Spaanse Burgeroorlog. Tijdens de Tweede Wereldoorlog gingen sommige Witten over tot collaboratie met de Duitsers en vochten zelfs in speciale eenheden aan de zijde van de Wehrmacht.
In Europa werden in het interbellum en na de Tweede Wereldoorlog verscheidene acties tegen hen georganiseerd, onder andere in de actie Smert Spionam. Vele Witte officieren, inclusief maar niet uitsluitend collaborateurs, werden uit de bevrijde gebieden ontvoerd, soms met medeweten van de geallieerden. Ze werden naar de Sovjet-Unie teruggebracht voor hun showproces en executie.
De uitdrukking "Witten" is ook in andere landen gebruikt als aanduiding van contrarevolutionaire krachten (Frankrijk, Bulgarije, Hongarije, Finland).